# Katholieke Hogeschool Leuven
De Katholieke Hogeschool Leuven was een katholieke hogeschool in Vlaanderen die ontstond in 1995-1996 door het samengaan van enkele katholieke hogescholen in Leuven en Diest. Deze hogeschool is lid van de Associatie KU Leuven en maakt sinds 2014 deel uit van UC Leuven-Limburg.

## Departementen
KHLeuven telde 4 departementen:
- Departement Economisch hoger onderwijs (Echo)
- Departement Lerarenopleiding (DLO)
- Departement Sociale School Heverlee (SSH)
- Departement Gezondheidszorg & Technologie (G&T)

Het laatstgenoemde departement bestond tot het academiejaar 2006-2007 nog uit twee verschillende departementen. Enerzijds het departement Rega en anderzijds het departement Verpleeg- en vroedkunde. Vanwege de verhuis van deze departementen naar hun huidige gebouwen op het domein van Gasthuisberg werden deze samengevoegd tot één departement.
In 2007 werden ook de nieuwe gebouwen van het Departement Lerarenopleiding en Echo te Heverlee in gebruik genomen.

## Opleidingen
De KHLeuven bood de volgende bacheloropleidingen aan:
- Bedrijfsmanagement
- Biomedische laboratoriumtechnologie
- Chemie
- Office management
- Kleuteronderwijs
- Lager Onderwijs
- Secundair Onderwijs
- Sociaal werk
- Sociale Readaptatiewetenschappen
- Toegepaste informatica
- Verpleegkunde
- Voedings- en dieetkunde
- Vroedkunde

Bij de afgestudeerde KHLeuvenstudenten van 2010/2011 was er op een tewerkstellingsgraad van meer dan 90%. Deze tewerkstellingsgraad is de laatste 5 jaren stabiel. De tewerkstellingsgraad is de verhouding tussen het aantal werkenden en het totaal van werkenden en werkzoekenden uitgedrukt in voltijds equivalenten. De tewerkstellingsgraad geeft dus weer hoeveel afgestudeerden die op zoek waren naar een baan er een vonden.
Ondanks deze hoge tewerkstellingsgraad beschouwt 35,5% van de afgestudeerde studenten hun bachelordiploma niet als een eindpunt en start met een nieuwe opleiding. De meeste studenten kiezen dan een opleiding op academisch niveau en zijn succesrijk. Een professioneel bachelordiploma is dus voor heel wat studenten een goede opstap naar een academisch diploma.
De KHLeuven bood de volgende bachelor-na-bacheloropleidingen aan:
- Banaba in Advanced business management met o.a. een keuzerichting Human Resources Management
- Banaba in Geestelijke gezondheidszorg
- Banaba in Intensieve zorgen en spoedgevallenzorg
- Banaba in Internationale Samenwerking Noord-Zuid.
- Banaba in Onderwijs: Buitengewoon onderwijs
- Banaba in Oncologie
- Banaba in Pediatrische gezondheidszorg

## Bestuur
Het bestuur van deze hogeschool bestond uit een algemene vergadering, een raad van beheer, een academische raad, een directiecomité, een hogeschoolonderhandelingscomité (HOC) en de overkoepelende studentenraad. Algemeen directeur is Toon Martens.